# Modèle opérationnel cible
Le modèle opérationnel cible ou Target Operating Model (TOM) en anglais est, au sens étroit, une description d’un état du modèle d’organisation d’une entreprise, celui désiré pour une date finale donnée. Au sens large, il inclut également la feuille de route pour permettre à l’entreprise d'y parvenir, ainsi que des vues sur les changements qui sont en rapport avec l’état cible souhaité. En d'autres termes, il comprend des processus, de la conception de l'organisation, de l'outillage nécessaire, des indicateurs de gestion de projets et les prochaines mesures à prendre. Un TOM (modèle opérationnel cible) est élaboré pour répondre aux demandes de changements exprimés par tous les acteurs de l’entreprise : clients, employés, actionnaires. Il tient compte également des changements prévisibles concernant la situation économique, les changements dans l’environnement technologique, etc. et propose des mesures pour anticiper ces changements.